# Fregat

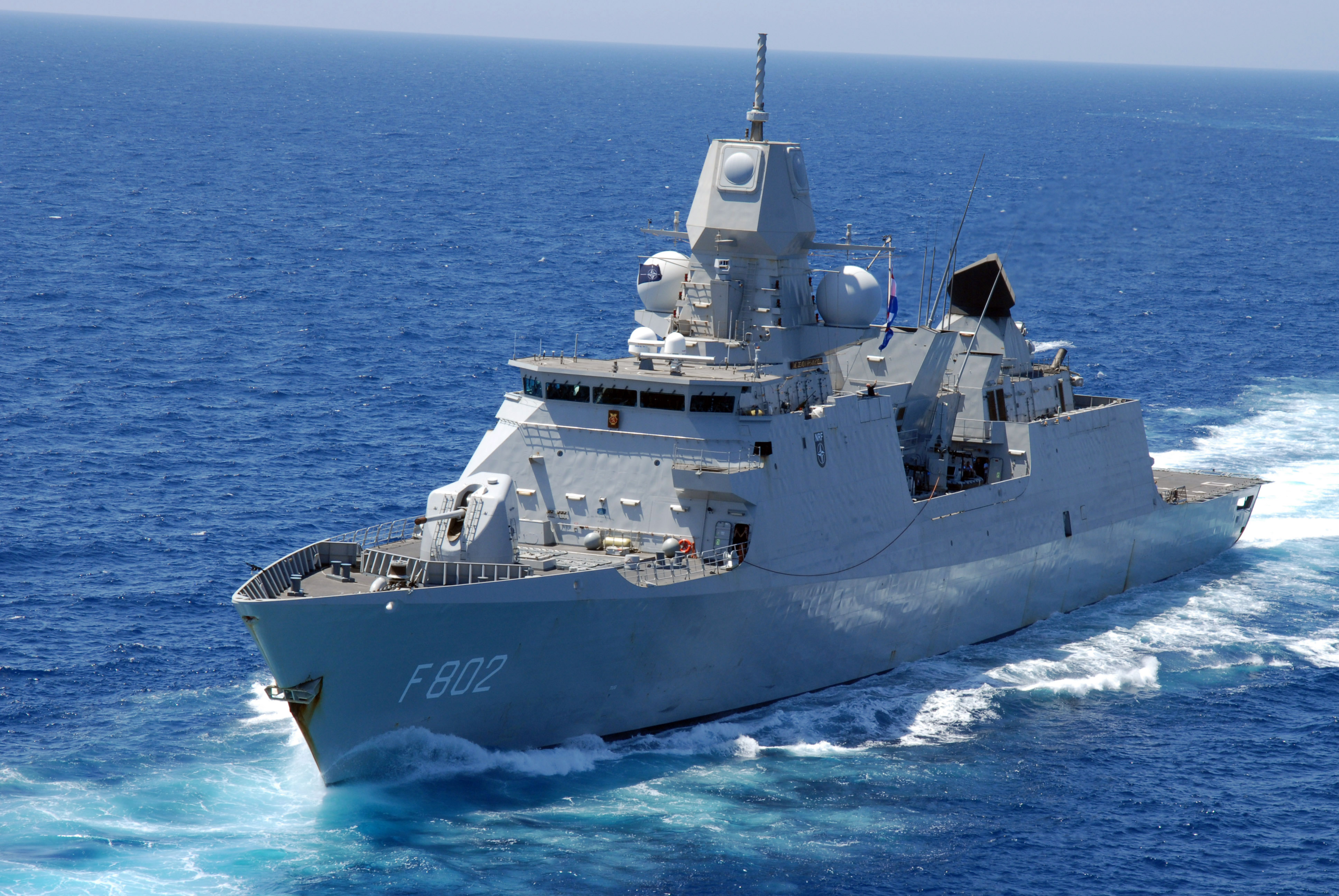
Het Nederlandse fregat Zr. Ms. De Zeven Provinciën

Een hedendaags fregat is een oorlogsschip met een lengte tussen 100 en 150 m, een bemanning van ongeveer 150-300 mensen en een waterverplaatsing variërend van 2000 tot ca. 6000 ton. De taken van een fregat zijn divers en liggen onder andere op het gebied van onderzeebootbestrijding onder water, bescherming van konvooien op het water en luchtverdediging boven water. Meer dan andere schepen vervullen fregatten meerdere opdrachten.

## Geschiedenis
In de zeiltijd waren fregatten driemasters, volgend op de linieschepen met 24–44 kanonnen. Snelle zeilers, in oorlogstijd gebruikt voor verkenningen, hit-and-run acties en zwaar genoeg om hun plaats in de linie in te nemen. In vredestijd gebruikt voor surveillance en beveiliging van koopvaardijschepen tegen piraten.
Met de komst van stoommachines en bepantsering verdwenen de driemasterfregatten en linieschepen in de 19e eeuw uit de zeemachten.
Tijdens de Tweede Wereldoorlog had de Royal Navy nood aan eenvoudige schepen om konvooien te escorteren tegen aanvallen van Duitse U-boten. Hiervoor werden in de eerste oorlogsjaren torpedobootjagers ingezet, maar die waren te groot en te duur voor die taak en op tal van andere oorlogsfronten nodig. Om snel over escorteschepen te beschikken werden schepen op commerciële werven gebouwd, waarbij de romp gebaseerd was op ontwerpen voor visserijschepen. Deze schepen waren snel genoeg om langzame koopvaardijschepen bij te houden en voldoende bewapend met dieptebommen tegen onderzeeboten. De eerste series van deze vaartuigen werden als korvet (corvette) geklasseerd. Latere series, iets grotere vaartuigen, als fregat (frigate). De US Navy liet in dezelfde tijd ruim 500 escorteschepen bouwen. Die werden destroyer-escorts genoemd, iets groter en zwaarder bewapend dan de Engelse corvettes en frigates, in feite kleine torpedobootjagers.
Na de oorlog werden de fregatten door de Royal Navy verder ontwikkeld tot diverse gespecialiseerde typen (Type 12 en afgeleiden als Type 61 en Type 41) voor vliegtuigdirectie, vliegtuigdetectie, luchtverdediging en onderzeebootbestrijding, waarbij ze gelijktijdig in grootte toenamen. Een eenvoudiger variant, en in feite een terugkeer naar de corvettes van de Tweede Wereldoorlog, was het Type 14, de Blackwoodklasse, waarvan er nog 14 gebouwd zijn in de jaren 50.
De US Navy bleef de aanduiding destroyer-escort tot aan het begin van de jaren 70 gebruiken voor escorteschepen (zoals de Knoxklasse).
In de jaren 60 ontstond een nieuw type escorteschip, dat voornamelijk bewapend was met geleide wapens en waar het traditionele geschut een secundaire of zelfs in het geheel geen rol meer speelde. Deze schepen waren groter dan de toenmalige torpedobootjagers, vergelijkbaar zelfs met de kruisers. In Amerika werden deze nieuwe schepen als frigate (Countz-, Leahy- en Belknapklasse) geklasseerd, in Frankrijk als frégate (Suffren- en Tourvilleklasse. Zowel de Suffren als Tourvilleklasse werden geregistreerd met een D, volgens de WEU-standaard een jager (D= destroyer). Het Verenigd Koninkrijk rangschikte een in grootte vergelijkbaar schip van de Countyklasse weer onder de destroyers.
Ook de nieuwe met kernenergie aangedreven escorteschepen van de US Navy, de Truxtun, de Bainbridge en zowel de Virginia- als Californiaklasse werden aanvankelijk als frigate geklasseerd. Deze definitie van fregat kwam dichter bij de oorspronkelijke betekenis uit de zeiltijd dan het gebruik van de term in West-Europa.
De US Navy herklasseerde in 1975 haar oorlogsschepen om meer in lijn te komen met de West-Europese landen. De meeste frigates werden opnieuw geklasseerd als kruisers en de destroyer-escorts als frigate. De Coontzklasse werd geklasseerd als torpedobootjager; de Leahy-, Belknap-, West-Virginia en Californiaklassen werden geklasseerd als kruisers en de Knoxklasse werd geklasseerd als fregat.

## Fregat versus torpedobootjager
Door gebruik van veelal dezelfde typen elektronische systemen en bewapening bestaat er geen verschil meer met torpedobootjagers. Marines van de Verenigde Staten en het Verenigd Koninkrijk maken nog wel onderscheid.
De Verenigde Staten onderscheiden volgens grootte. De Spruanceklassejagers (destroyers) zijn met 7.800 ton beduidend groter dan de Perryklassefregatten (ca. 3.500 ton). Ook zijn de torpedobootjagers met ontwerpsnelheid 33 vs. 27 knopen sneller en zijn ze voorzien van twee schroeven, terwijl de fregatten er soms maar een hebben.
Het Verenigd Koninkrijk onderscheidt volgens bewapening: schepen met luchtdoelraketten voor langere afstand (Type 82, Type 42, Type 45) vallen in de destroyer-classificatie. Opmerkelijk is bijvoorbeeld dat de fregatten van het Type 22 (Broadswordklasse), batch 3 met 4850 ton groter zijn dan de torpedobootjagers van het Type 42, Batch 3 (Manchesterklasse, 4775 ton) en die van het Type 42, Batch 1 en Batch 2 (Sheffieldklasse, 4250 ton).

## Nederland
Na de Tweede Wereldoorlog werden kanonneerboten die de oorlog doorstaan hadden geclassificeerd als fregat. Tevens werden door de V.S. series destroyer-escorts (Van Amstelklasse) en patrol-craft escorts (Roofdierklasse) verstrekt. Eind jaren 60 werden zes schepen (Van Speijkklasse), naar Engels ontwerp, gebouwd. Vanaf de jaren 70 worden alle schepen in Nederland ontworpen en gebouwd. De Nederlandse marine onderscheidt niet langer torpedobootjagers en fregatten.

## België
Sinds 1978 beschikte België over vier fregatten uit de Wielingenklasse. In 2007 werden ze uit de dienst genomen.
- F910 Wielingen (1976-2007)
- F911 Westdiep (1977-2007)
- F912 Wandelaar (1978-2005)
- F913 Westhinder (1978-2000)

In 2007 en 2008 kocht België twee fregatten van de Karel Doormanklasse van de Nederlandse marine:
- F930 Leopold I (2007-)
- F931 Louise-Marie (2008-)